# Paphiopedilum barbatum
Paphiopedilum barbatum é uma espécie de orquídea (Orchidaceae) do Sudeste Asiático.